# Сон, викликаний польотом бджоли навколо граната, за секунду до пробудження
«Сон, викликаний польотом бджоли навколо граната, за секунду до пробудження» — картина іспанського художника Сальвадора Далі в стилі сюрреалізму, написана у 1944 році.
Далі зробив наступний коментар до цієї картини:
|  | Метою було вперше зобразити відкритий Фрейдом тип довгого зв'язного сну, що викликаний миттєвою дією, від якої відбувається пробудження. Подібно до того, як падіння голки на шию сплячого одночасно викликає його пробудження і довгий сон, що кінчається гільйотиною, дзижчання бджоли викликає тут укус жалом, який розбудить Галу. Уся життєдайна біологія виникає із граната, що луснув. Слон Берніні на задньому плані несе в собі обеліск і атрибути папи (римського). |